# Mana Kawamura
Mana Kawamura (jap. 川村 茉那 Kawamura Mana; * 6. August 2001 in Ushiku, Ibaraki) ist eine japanische Tennisspielerin.

## Karriere
Mana Kawamura begann mit drei Jahren das Tennisspielen und bevorzugt Hartplätze. Sie spielt überwiegend Turniere auf der ITF Women’s World Tennis Tour, bei der sie bislang einen Titel im Einzel und acht im Doppel gewonnen hat.

## Turniersiege

### Einzel
| Nr. | Datum          | Turnier   | Kategorie | Belag | Finalgegnerin    | Ergebnis  |
| --- | -------------- | --------- | --------- | ----- | ---------------- | --------- |
| 1.  | 1. August 2021 | Cordenons | ITF W15   | Sand  | Veronika Erjavec | 7:65, 7:5 |

### Doppel
| Nr. | Datum             | Turnier             | Kategorie | Belag     | Partnerin         | Finalgegnerinnen                    | Ergebnis           |
| --- | ----------------- | ------------------- | --------- | --------- | ----------------- | ----------------------------------- | ------------------ |
| 1.  | 16. November 2019 | Gwalior             | ITF W25   | Hartplatz | Funa Kozaki       | Petja Arschinkowa Gergana Topalowa  | 6:4, 6:1           |
| 2.  | 7. Dezember 2019  | Nonthaburi          | ITF W15   | Hartplatz | Funa Kozaki       | Sarah Lee Mara Schmidt              | 6:2, 6:0           |
| 3.  | 14. August 2021   | Radom               | ITF W25   | Sand      | Funa Kozaki       | Carolina Alves Iryna Schymanowitsch | 6:4, 6:2           |
| 4.  | 14. Mai 2022      | Osijek              | ITF W25   | Sand      | Funa Kozaki       | Jessie Aney Ingrid Gamarra Martins  | 6:3, 2:6, [10:8]   |
| 5.  | 8. Juli 2023      | Stuttgart-Vaihingen | ITF W25   | Sand      | Yūki Naitō        | Denisa Hindová Karolína Kubáňová    | 2:6, 7:64, [10:7]  |
| 6.  | 8. September 2023 | Frýdek-Místek       | ITF W25   | Sand      | Linda Klimovičová | Maryna Kolb Nadija Kolb             | 6:1, 6:3           |
| 7.  | 24. Februar 2024  | Traralgon           | ITF W35   | Hartplatz | Liu Fangzhou      | Sayaka Ishii Lanlana Tararudee      | 64:7, 6:3, [13:11] |
| 8.  | 8. Juni 2024      | Kuršumlijska Banja  | ITF W35   | Sand      | Yūki Naitō        | Inès Ibbou Elena Milovanović        | 6:4, 6:4           |